# Eerste klasse A (voetbal België)

Jupiler Pro League trofee

De Eerste klasse A, officieel Profvoetbal 1A is de hoogste afdeling van het Belgisch profvoetbal, bestaande uit zestien teams. De sponsornaam is Jupiler Pro League, naar de huidige hoofdsponsor Jupiler en organisator Pro League. De Belgische competitie startte in 1895 en is daarmee de oudste op het Europese vasteland. De IFFHS riep de Jupiler Pro League uit tot 9e beste competitie ter wereld, en de 7e van Europa in 2024.

## Geschiedenis
Het eerste seizoen van de Belgische nationale competitie werd door de UBSSA ingericht in 1895/96. De competitie bestond slechts uit zeven clubs, waarvan er vier uit het Brusselse kwamen. De eerste landstitel ging naar FC Liégeois. De volgende jaren kwamen en verdwenen enkele clubs; er bestond echter geen echt systeem van promotie of degradatie naar de nieuwe lagere reeks, waar ook de reserveteams van de clubs uit de hoogste reeks speelden. In 1898/99 werd een nieuwe reeks gecreëerd met enkele clubs uit Oost- en West-Vlaanderen, zodat deze Vlaamse clubs hun verplaatsingskosten naar het binnenland konden vermijden en toch deelnemen aan de nationale competitie van de UBSSA. De winnaar van de Vlaamse reeks speelde tegen de winnaar van de normale reeks om de landstitel. Na twee jaar werd in 1900 weer gespeeld in een reeks met clubs van over het hele land, men sprak ondertussen van de "Ere Afdeling". Het aantal clubs bleef echter jaar na jaar groeien, zodat men in 1901/02 de competitie weer opsplitste, maar nu in twee evenwaardige gemengde reeksen. In 1904 keerde men dan definitief terug naar het systeem met één reeks. Vanaf 1905 hield men dan het aantal clubs vast op 10, de laatste in de rangschikking degradeerde op het eind van het seizoen naar de Eerste Afdeling. In 1908 werd het aantal ploegen opgetrokken tot 12 en vanaf 1911/12 degradeerde ook de voorlaatste in de rangschikking.
FC Liégeois had na de eerste vier seizoenen van de competitie reeds drie landstitels behaald. Het eerste decennium van de 20ste eeuw werd echter gedomineerd door clubs uit de hoofdstad, en Union Saint-Gilloise en Racing Club de Bruxelles verdeelden de titels onder elkaar. Bij het begin van de jaren 10 slaagde Cercle Brugge er als eerste Vlaamse club in kampioen te worden. Daarna trad met Daring Club de Bruxelles nog een andere Brusselse club op de voorgrond. Toen in 1914 de Eerste Wereldoorlog uitbrak, werd geen competitie meer ingericht. Pas vijf seizoenen later, in 1919/20, werd weer een officiële competitie gespeeld. Dat seizoen behaalde Club Brugge zijn eerste landstitel.
In 1921 werd de competitie nogmaals uitgebreid, ditmaal tot 14 clubs. Waar in de aanvangsjaren het Luikse en daarna het Brusselse voetbal succesvol waren, trad in de jaren 20 ook het Antwerpse voetbal op de voorgrond. Beerschot AC haalde vijf landstitels, en ook Royal Antwerp FC en Liersche SK slaagden er rond 1930 in te zegevieren. Met nog twee nieuwe landstitels voor Cercle Brugge, wonnen gedurende die periode slechts twee clubs uit de hoofdstad een titel. Halverwege de jaren 30 traden de Brusselse clubs Union en Daring nog eens op de voorgrond. Vooral Union werd in die periode legendarisch. De ploeg slaagde erin om van 1933 tot 1935 gedurende 60 competitiewedstrijden op rij ongeslagen te blijven; een record waar de ploeg toen de bijnaam Union 60 aan overhield. Op het eind van de jaren 30 won Beerschot nog twee titels, maar toen brak de Tweede Wereldoorlog uit.
Ondanks de oorlog werd er toch gevoetbald en de Antwerpse clubs bleven succesvol. Niet alle competities verliepen echter vlekkeloos. In 1939/40 (Liersche SK aan de leiding) en 1944/45 (zonder de Antwerpse Provincieploegen) werd de competitie niet volledig afgewerkt. In 1940/41 werd de competitie door Lierse SK gewonnen, maar die titel werd vele jaren later plotseling officieus verklaard. Het seizoen erop werd een volwaardige competitie gespeeld, waarin opnieuw Lierse kampioen speelde. Ook de volgende twee seizoenen werd een officiële competitie gespeeld. In 1943 won een andere club uit de provincie Antwerpen zijn allereerste titel, namelijk KV Mechelen. Kort na de oorlog werd deze club nog tweemaal kampioen. Ook Antwerp FC pakte tijdens de oorlog nog een landstitel. Hiermee waren tijdens de Tweede Wereldoorlog alleen maar ploegen uit de provincie Antwerpen kampioen. In 1942 had men de competitie opnieuw uitgebreid met twee clubs, zodat er nu 16 ploegen in de hoogste afdeling speelden. In het eerste seizoen na de oorlog werden de clubs die tijdens de oorlog gedegradeerd waren toegelaten tot de Ere Afdeling, zodat de competitie 19 clubs telde, maar na twee seizoenen werd dit weer naar 16 afgeslankt.
Na de oorlog veranderde het voetballandschap verder. De vele traditionele oude Brusselse topclubs zakten weg; een jongere Brusselse club kwam op de voorgrond treden, en zou zijn stempel drukken op het Belgische voetbal, namelijk RSC Anderlecht. Die club pakte in 1947 zijn eerste titel, er zouden er vele volgen. In 1950/51 eindigden twee clubs bovenaan met evenveel punten. De club met het minst nederlagen werd echter hoogst gerangschikt, en zo werd Anderlecht dat seizoen kampioen ten voordele van Berchem Sport. Anderlecht domineerde verder het voetbal in de jaren 50, maar desondanks slaagden nog heel wat andere clubs er in met de landstitel te gaan lopen. RFC Liégeois won na een halve eeuw nog eens twee landstitels en ook Antwerp en Lierse pikten nog een kampioenschap mee. Tegen het eind van de jaren 60 ging een nieuwe topclub de concurrentie aan met Anderlecht: Standard Luik. De club had een lange geschiedenis in de hoogste afdeling, maar werd pas in 1958 voor het eerst landskampioen.
In de jaren 60 verdeelden Anderlecht en Standard de titels onder elkaar. Van 1964 tot en met 1968 werd Anderlecht vijf maal op rij kampioen. In de jaren zeventig waren de grootste successen in de eerste klasse voor Club Brugge. Na een halve eeuw pakte de club in 1973 zijn tweede landstitel, er volgden er nog 4 dat decennium. In 1975 ging het kampioenschap na vele jaren nog eens naar een andere Brusselse club: RWDM. De club was een fusieclub waarin onder andere oude gloriën Racing Club en Daring Club waren opgenomen. In 1974 had men de competitie fors uitgebreid van 16 naar 20 clubs. Na twee seizoen had men dit echter herleid tot 18 clubs.
Rond 1980 kende het relatief kleine SK Beveren een glorieperiode, toen de club in 1979 en 1984 kampioen werd. Standard en Anderlecht voegden nog enkele titels toe aan hun palmares. Op het eind van de jaren 80 had KV Mechelen een sterke ploeg en kende kortstondig succes gedurende enkele seizoenen. De club slaagde er na 40 jaar nog eens in kampioen te worden en ook in Europa zegevierden de Maneblussers.
In 1995/96 werd ook in de eerste klasse het driepuntensysteem ingevoerd. Vanaf de jaren 90 werden Club Brugge en RSC Anderlecht de absolute top in de Eerste Klasse. Jaarlijks ging een van beide clubs met de titel lopen. Enkel Lierse slaagde er in 1997 in te verrassen en een titel weg te kapen, en ook KRC Genk kende zijn eerste successen. Genk was pas in de jaren 80 uit een fusie ontstaan en pakte rond de millenniumwissel tweemaal de titel. Rond 2010 slaagde Standard erin om voor het eerst sinds 25 jaar opnieuw de titel te pakken, zelfs twee opeenvolgende seizoenen.
In maart 2008 bereikten de eersteklassers een akkoord om een competitiehervorming door te voeren. Deze hervorming werd vanaf het seizoen 2009/10 ingevoerd.

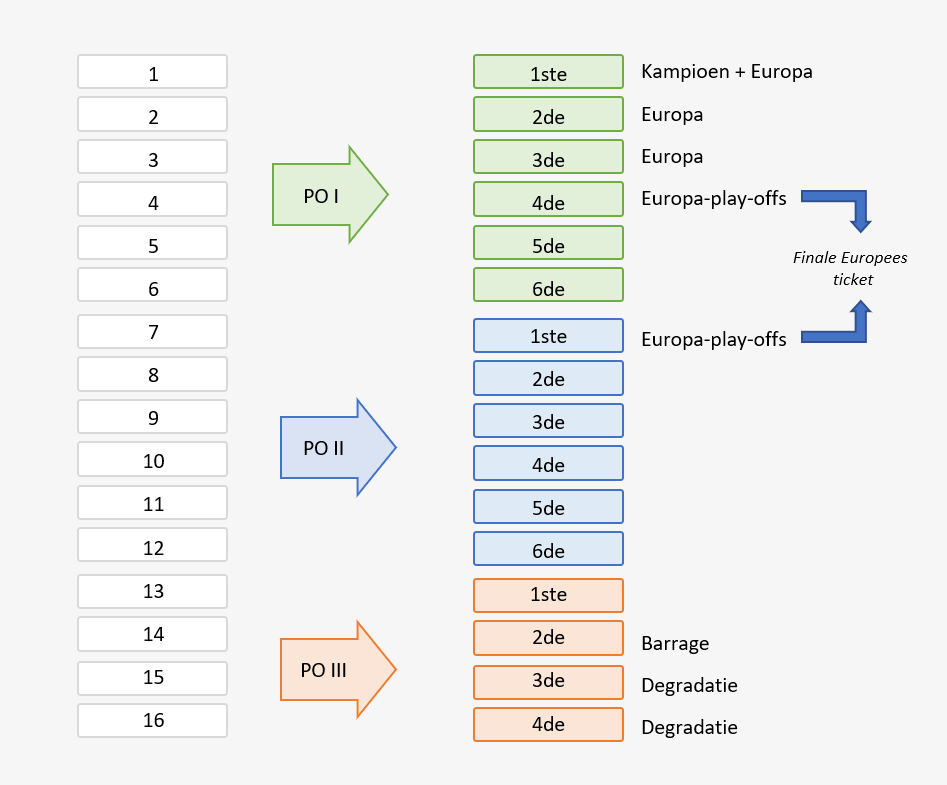
Het competitieformat vanaf 2023/24

Bij die hervorming werd het aantal clubs teruggebracht tot zestien. Na de reguliere competitie worden er play-offs afgewerkt. In het decennium erna werd regelmatig gesleuteld aan het format, mede door de hervorming van de tweede klasse en de scheiding tussen prof- en amateurvoetbal, in 2016. Ook kerstvoetbal deed vanaf de hervorming zijn intrede in de Belgische competitie: er wordt een speeldag afgewerkt op tweede en derde kerstdag.
Vanaf de invoering van de play-offs in 2010 kwam er al kritiek op de complexe competitieformule, die vooral voor ploegen in play-off 2 oninteressant zou zijn. Vanaf 2018 gingen er steeds meer stemmen op om naar een profcompetitie van 20 clubs te gaan, waarbij er vier profclubs naar het amateurvoetbal zouden zakken. Tot dusverre is het niet tot een nieuw competitieformat gekomen.
Vanwege de coronapandemie werd de competitie in 2019/20 op één speelronde niet afgewerkt, waardoor Waasland-Beveren als nummer laatst nog een waterkans had op het behoud. Na een ongekende procedureslag werd besloten om geen degradanten vast te stellen en naar achttien clubs in Eerste klasse A te gaan voor een periode van twee seizoenen. Dat werden er uiteindelijk drie. Op 17 juni 2022 besloot de Algemene Vergadering van de Pro League tot een nieuw competitieformat vanaf 2023/24 met zestien ploegen in eerste klasse en zestien ploegen in tweede klasse, mét play-offs.
Op 27 februari 2025 besloot de Algemene Vergadering van de Pro League, ondanks veel controverse, opnieuw tot een wijziging van het competitieformat vanaf het seizoen 2026/27. Het minimaal benodigde aantal stemmen van 33 werd maar nipt behaald (34 stemmen vóór). De eerste klasse A zal weer volgens een klassieke competitieopzet met 18 clubs worden gespeeld zonder play-offs. Na 34 wedstrijden mag de nummer één op de ranking zich kampioen noemen. De eerste klasse B wordt met 16-18 clubs gespeeld, afhankelijk van de sportieve prestaties van U23-teams. Het seizoen 2025/26 zal een overgangsjaar zijn wat betreft promotie en degradatie.

### Kampioenen
| - 1895-96 FC Liégeois - 1896-97 Racing Club de Bruxelles - 1897-98 FC Liégeois - 1898-99 FC Liégeois - 1899-00 Racing Club de Bruxelles - 1900-01 Racing Club de Bruxelles - 1901-02 Racing Club de Bruxelles - 1902-03 Racing Club de Bruxelles - 1903-04 Union Sint-Gillis - 1904-05 Union Sint-Gillis - 1905-06 Union Sint-Gillis - 1906-07 Union Sint-Gillis - 1907-08 Racing Club de Bruxelles - 1908-09 Union Sint-Gillis - 1909-10 Union Sint-Gillis - 1910-11 Cercle Sportif Brugeois - 1911-12 Daring Club de Bruxelles - 1912-13 Union Sint-Gillis - 1913-14 Daring Club de Bruxelles - 1919-20 FC Brugeois - 1920-21 Daring Club de Bruxelles SR - 1921-22 Beerschot AC - 1922-23 Union Sint-Gillis - 1923-24 Beerschot AC - 1924-25 Beerschot AC - 1925-26 R. Beerschot AC - 1926-27 RCS Brugeois - 1927-28 R. Beerschot AC - 1928-29 Royal Antwerp FC - 1929-30 RCS Brugeois - 1930-31 R. Antwerp FC - 1931-32 K. Liersche SK - 1932-33 Union Sint-Gillis - 1933-34 Union Sint-Gillis - 1934-35 Union Sint-Gillis - 1935-36 Daring Club de Bruxelles SR - 1936-37 Daring Club de Bruxelles SR - 1937-38 R. Beerschot AC - 1938-39 R. Beerschot AC - 1939-40 Competitie voortijdig stopgezet - 1940-41 K. Liersche SK - 1941-42 K. Liersche SK | - 1942-43 RFC Malinois - 1943-44 R. Antwerp FC - 1944-45 Competitie voortijdig stopgezet - 1945-46 RFC Malinois - 1946-47 RSC Anderlecht - 1947-48 RFC Malinois - 1948-49 RSC Anderlecht - 1949-50 RSC Anderlecht - 1950-51 RSC Anderlecht - 1951-52 RFC Liégeois - 1952-53 RFC Liégeois - 1953-54 RSC Anderlecht - 1954-55 RSC Anderlecht - 1955-56 RSC Anderlecht - 1956-57 R. Antwerp FC - 1957-58 R. Standard CL - 1958-59 RSC Anderlecht - 1959-60 K. Lierse SK - 1960-61 R. Standard CL - 1961-62 RSC Anderlecht - 1962-63 R. Standard CL - 1963-64 RSC Anderlecht - 1964-65 RSC Anderlecht - 1965-66 RSC Anderlecht - 1966-67 RSC Anderlecht - 1967-68 RSC Anderlecht - 1968-69 R. Standard CL - 1969-70 R. Standard CL - 1970-71 R. Standard CL - 1971-72 RSC Anderlecht - 1972-73 Club Brugge KV - 1973-74 RSC Anderlecht - 1974-75 RWD Molenbeek - 1975-76 Club Brugge KV - 1976-77 Club Brugge KV - 1977-78 Club Brugge KV - 1978-79 SK Beveren - 1979-80 Club Brugge KV - 1980-81 RSC Anderlecht - 1981-82 Standard Luik - 1982-83 Standard Luik - 1983-84 KSK Beveren | - 1984-85 RSC Anderlecht - 1985-86 RSC Anderlecht - 1986-87 RSC Anderlecht - 1987-88 Club Brugge KV - 1988-89 KV Mechelen - 1989-90 Club Brugge KV - 1990-91 RSC Anderlecht - 1991-92 Club Brugge KV - 1992-93 RSC Anderlecht - 1993-94 RSC Anderlecht - 1994-95 RSC Anderlecht - 1995-96 Club Brugge KV - 1996-97 K. Lierse SK - 1997-98 Club Brugge KV - 1998-99 KRC Genk - 1999-00 RSC Anderlecht - 2000-01 RSC Anderlecht - 2001-02 KRC Genk - 2002-03 Club Brugge KV - 2003-04 RSC Anderlecht - 2004-05 Club Brugge KV - 2005-06 RSC Anderlecht - 2006-07 RSC Anderlecht - 2007-08 Standard Luik - 2008-09 Standard Luik - 2009-10 RSC Anderlecht - 2010-11 KRC Genk - 2011-12 RSC Anderlecht - 2012-13 RSC Anderlecht - 2013-14 RSC Anderlecht - 2014-15 KAA Gent - 2015-16 Club Brugge KV - 2016-17 RSC Anderlecht - 2017-18 Club Brugge KV - 2018-19 KRC Genk - 2019-20 Club Brugge KV - 2020-21 Club Brugge KV - 2021-22 Club Brugge KV - 2022-23 R. Antwerp FC - 2023-24 Club Brugge KV - 2024-25 Union Sint-Gillis |

## Statistieken

### Landstitels per club
Het volgende overzicht toont het aantal landstitels per club inclusief stamnummer. Clubs vetgedrukt zijn nog steeds actief.
| Plaats | Club (stamnummer)                  | Titels | Seizoen |
| ------ | ---------------------------------- | ------ | --- |
| 1      | RSC Anderlecht (35)                | 34     | 1946-47, 1948-49, 1949-50, 1950-51, 1953-54, 1954-55, 1955-56, 1958-59, 1961-62, 1963-64, 1964-65, 1965-66, 1966-67, 1967-68, 1971-72, 1973-74, 1980-81, 1984-85, 1985-86, 1986-87, 1990-91, 1992-93, 1993-94, 1994-95, 1999-00, 2000-01, 2003-04, 2005-06, 2006-07, 2009-10, 2011-12, 2012-13, 2013-14, 2016-17 |
| 2      | Club Brugge (3)                    | 19     | 1919-20, 1972-73, 1975-76, 1976-77, 1977-78, 1979-80, 1987-88, 1989-90, 1991-92, 1995-96, 1997-98, 2002-03, 2004-05, 2015-16, 2017-18, 2019-20, 2020-21, 2021-22, 2023-24 |
| 3      | Union Sint-Gillis (10)             | 12     | 1903-04, 1904-05, 1905-06, 1906-07, 1908-09, 1909-10, 1912-13, 1922-23, 1932-33, 1933-34, 1934-35, 2024-25 |
| 4      | Standard Luik (16)                 | 10     | 1957-58, 1960-61, 1962-63, 1968-69, 1969-70, 1970-71, 1981-82, 1982-83, 2007-08, 2008-09 |
| 5      | Beerschot AC (13)                  | 7      | 1921-22, 1923-24, 1924-25, 1925-26, 1927-28, 1937-38, 1938-39 |
| 6      | Racing Club Brussel (6)            | 6      | 1896-97, 1899-00, 1900-01, 1901-02, 1902-03, 1907-08 |
| 7      | RFC Liégeois (4)                   | 5      | 1895-96, 1897-98, 1898-99, 1951-52, 1952-53 |
| 7      | Daring Club de Bruxelles (2)       | 5      | 1911-12, 1913-14, 1920-21, 1935-36, 1936-37 |
| 7      | Royal Antwerp FC (1)               | 5      | 1928-29, 1930-31, 1943-44, 1956-57, 2022-23 |
| 10     | Koninklijke Lierse Sportkring (30) | 4      | 1931-32, 1941-42, 1959-60, 1996-97 |
| 10     | KV Mechelen (25)                   | 4      | 1942-43, 1945-46, 1947-48, 1988-89 |
| 10     | KRC Genk (322)                     | 4      | 1998-99, 2001-02, 2010-11, 2018-19 |
| 13     | Cercle Brugge (12)                 | 3      | 1910-11, 1926-27, 1929-30 |
| 14     | KSK Beveren (2300)                 | 2      | 1978-79, 1983-84 |
| 15     | Racing White Daring Molenbeek (47) | 1      | 1974-75 |
| 15     | KAA Gent (7)                       | 1      | 2014-15 |

### Meeste wedstrijden
Een overzicht van de spelers die het meeste wedstrijden speelden in de Belgische eerste klasse. Enkel spelers met meer dan 500 wedstrijden zijn opgenomen.
| Rank | Naam                | Wedstrijden | Club(s) |
| ---- | ------------------- | ----------- | --- |
| 1    | Raymond Mommens     | 614         | KSC Lokeren (1975-1986), Sporting Charleroi (1986-1997) |
| 2    | Willy Wellens       | 598         | Lierse SK (1972-1974), RWDM (1974-1978, 1990-1991), Standard Luik (1978-1981), Club Brugge (1981-1986), Beerschot VAC (1986-1989), KV Kortrijk (1989-1990), Cercle Brugge (1991-1993)                                                                    |
| 3    | Eddy Snelders       | 590         | Royal Antwerp FC (1975-1980), KSC Lokeren (1980-1982), Lierse SK (1982-1984, 1994-1996), Standard Luik (1984-1986), KV Kortrijk (1986-1989), Germinal Ekeren (1989-1994, 1996-1997)                                                                      |
| 4    | Dany Verlinden      | 582         | Lierse SK (1980-1988), Club Brugge (1988-2004) |
| 5    | Guy Vandersmissen   | 577         | Standard Luik (1978-1991), Germinal Ekeren (1991-1992), RWDM (1992-1998) |
| 6    | Franky Van der Elst | 568         | RWDM (1979-1984), Club Brugge (1984-1999) |
| 7    | Filip De Wilde      | 565         | KSK Beveren (1981-1987), RSC Anderlecht (1987-1996, 1998-2003), KSC Lokeren (2004) |
| 8    | Victor Mees         | 554         | Royal Antwerp FC (1944-1964) |
| 8    | Marc Millecamps     | 554         | KSV Waregem (1968-1972, 1973-1988) |
| 10   | Vital Borkelmans    | 533         | KSV Waregem (1986-1989), Club Brugge (1989-2000), KAA Gent (2000-2002), Cercle Brugge (2003-2004) |
| 11   | Olivier Deschacht   | 529         | RSC Anderlecht (2001-2018), KSC Lokeren (2018-2019), Zulte Waregem (2019-2021) |
| 12   | Rudi Smidts         | 526         | Royal Antwerp FC (1984-1997), Sporting Charleroi (1997-1998), Germinal Ekeren (1998-1999), Germinal Beerschot (1999-2000), KV Mechelen (2000-2001) |
| 13   | Marc Schaessens     | 523         | Beerschot VAC (1983-1989), Standard Luik (1989-1991), Club Brugge (1991-1993), KRC Genk (1993-1994), RFC Seraing (1994-1995), Germinal Ekeren (1995-1999), KVC Westerlo (1999-2002), Lierse SK (2002-2004), Excelsior Moeskroen (2004), RAEC Mons (2005) |
| 14   | Jan Ceulemans       | 517         | Lierse SK (1974-1978), Club Brugge (1978-1991) |
| 15   | Hugo Broos          | 513         | RSC Anderlecht (1970-1983), Club Brugge (1983-1988) |
| 16   | Michel Preud'homme  | 503         | Standard Luik (1977-1986), KV Mechelen (1986-1994) |
| 17   | Michel De Wolf      | 502         | RWDM (1976-1983), KAA Gent (1983-1988), KV Kortrijk (1988-1990), RSC Anderlecht (1990-1994) |

### Meeste doelpunten
Een overzicht van de spelers die het meeste doelpunten maakten in de Belgische eerste klasse. Enkel spelers met meer dan 200 doelpunten zijn opgenomen.
| Rank | Naam              | Doelpunten | Wedstrijden | Doelpunten per Wedstrijd | Club(s)                                                                                   |
| ---- | ----------------- | ---------- | ----------- | ------------------------ | ----------------------------------------------------------------------------------------- |
| 1    | Albert De Cleyn   | 377        | 488         | 0,7725                   | RFC Malinois (1932-1955)                                                                  |
| 2    | Jef Mermans       | 343        | 384         | 0,8932                   | RSC Anderlecht (1941-1957)                                                                |
| 3    | Bernard Voorhoof  | 296        | 474         | 0,6245                   | Lierse SK (1927-1948)                                                                     |
| 4    | Arthur Ceuleers   | 288        | 398         | 0,7236                   | Beerschot VAC (1933-1944), Racing Club Brussel (1945-1951)                                |
| 5    | Rik Coppens       | 261        | 389         | 0,6710                   | Beerschot VAC (1947-1961), Olympic Charleroi (1961-1962)                                  |
| 6    | Erwin Vandenbergh | 255        | 428         | 0,5958                   | Lierse SK (1976-1982), RSC Anderlecht (1982-1986), KAA Gent (1990-1994), RWDM (1994-1995) |
| 7    | Paul Deschamps    | 241        | 299         | 0,8060                   | RFC Liège (1946-1956)                                                                     |
| 8    | Jean Capelle      | 240        | 251         | 0,9562                   | Standard Luik (1929-1944)                                                                 |
| 9    | Paul Van Himst    | 235        | 477         | 0,4927                   | RSC Anderlecht (1959-1975)                                                                |
| 10   | Jan Ceulemans     | 229        | 518         | 0,4421                   | Lierse SK (1974-1978), Club Brugge (1978-1991)                                            |
| 11   | Raoul Lambert     | 212        | 373         | 0,5684                   | Club Brugge (1962-1980)                                                                   |
| 12   | Raymond Braine    | 206        | 268         | 0,7687                   | Beerschot VAC (1922-1930, 1936-1943)                                                      |

### Meeste seizoenen in eerste klasse per club
Enkel clubs die meer dan 50 seizoenen in Eerste klasse speelden zijn opgenomen (tot en met seizoen 2024/25)
| Rank | Club (stamnummer)       | Aantal seizoenen op een totaal van 122 | Periodes |
| ---- | ----------------------- | -------------------------------------- | --- |
| 1    | Standard Luik (16)      | 106                                    | 1909-1914, 1921 - heden |
| 2    | Club Brugge (3)         | 103                                    | 1895-1896, 1898-1928, 1929-1933, 1935-1939, 1946-1947, 1949-1951, 1959 - heden                                                                 |
| 3    | Royal Antwerp FC (1)    | 101                                    | 1895-1900, 1901-1968, 1970-1998, 2000-2004, 2017 - heden                                                                                       |
| 4    | RSC Anderlecht (35)     | 94                                     | 1921-1923, 1924-1926, 1927-1928, 1929-1931, 1935 - heden                                                                                       |
| 5    | KAA Gent (7)            | 86                                     | 1913-1929, 1936-1967, 1968-1971, 1980-1988, 1989 - heden                                                                                       |
| 5    | Cercle Brugge (12)      | 86                                     | 1899-1936, 1938-1946, 1961-1966, 1971-1978, 1979-1997, 2003-2015, 2018 - heden                                                                 |
| 7    | Beerschot VAC (13)      | 81                                     | 1900-1906, 1907-1981, 1982-1991 |
| 8    | Lierse SK (30)          | 75                                     | 1927-1948, 1953-1986, 1988-2007, 2010-2015 |
| 9    | KV Mechelen (25)        | 74                                     | 1921-1922, 1924-1925, 1926-1927, 1928-1956, 1963-1964, 1965-1969, 1971-1977, 1981-1982, 1983-1997, 1999-2001, 2002-2003, 2007-2018, 2019-heden |
| 10   | RFC Liégeois (4)        | 67                                     | 1895-1910, 1912-1913, 1923-1924, 1945-1995 |
| 11   | Union Sint-Gillis (10)  | 62                                     | 1901-1949, 1951-1963, 1964-1965, 1968-1973, 2021 - heden                                                                                       |
| 12   | Sporting Charleroi (22) | 60                                     | 1947-1957, 1966-1971, 1974-1980, 1985-2011, 2012 - heden                                                                                       |

### Andere statistieken
- Lijst van ex-eersteklassers in België - geeft een lijst van alle voormalige clubs in de hoogste afdeling, met het laatste actieve seizoen
- Lijst van voetbalclubs in België naar seizoenen Eerste Klasse - geeft een overzicht van hoeveel jaren Belgische clubs reeds speelden in de hoogste afdeling
- Lijst van topscorers Belgische Eerste Klasse - geeft een overzicht van de topscorers uit de Belgische hoogste klasse

### Laagterecord
- 24 februari 2008 werden er acht goals gescoord op speeldag 23. De Jupiler League vestigt daarmee een laagterecord. Drie wedstrijden eindigden zonder doelpunten. Vier keer werd er met 1-0 gewonnen. Brussels-Bergen eindigde dan weer op een 1-1-gelijkspel. Enkel FC Dender hield zijn eer enigszins hoog door KVC Westerlo met 2-0 te verslaan.
- 3 april 2016 werden er slechts zeven goals gescoord op speeldag 1 van de Play-Offs. Hiermee werd er een laagterecord gevestigd tijdens de Play-Offs. Desondanks is het gemiddeld aantal goals per wedstrijd wel hoger dan in 2008. Vijf keer werd er gewonnen met 1-0 of 0-1. De wedstrijd KAA Gent-Zulte Waregem eindigde op 1-1 terwijl de wedstrijd tussen Kortrijk en Moeskroen-Péruwelz op 0-0 eindigde.

## Namen
Voor aanvang van het seizoen 1993/94 volgde bierbrouwerij Jupiler de Franse autofabrikant Peugeot op als hoofdsponsor van de hoogste afdeling. Vanaf het seizoen 1998/99 kreeg de eerste klasse als sponsornaam de Jupiler Liga (Frans: Ligue Jupiler), een naam die in 2001 werd ingeruild voor de Engelstalige variant Jupiler League. In augustus 2008 veranderde de Profliga haar naam in Pro League en werd de competitie omgedoopt tot de Jupiler Pro League. Hierdoor onderscheidde de Belgische competitie zich ook van de Nederlandse Jupiler League.
- 1895–1900: Coupe de Championnat
- 1900–1952: E(e)re Afde(e)ling / Division d'honneur
- 1952–2016: Eerste klasse / Division 1
- 2016–2017: Betaald voetbal 1A / football professionnel 1A
- 2017–0000: Profvoetbal 1A / football professionnel 1A

### Sponsornamen
- 1998–2001: Jupiler Liga / Ligue Jupiler
- 2001–2008: Jupiler League
- 2008–0000: Jupiler Pro League

## Media
De samenvattingen van de Belgische eerste klasse worden in Vlaanderen uitgezonden door Play4 in het programma Sports Late Night. De commerciële zender uit Vilvoorde haalde de rechten samen met Telenet binnen in de zomer van 2017. Voordien werden de wedstrijdverslagen aangeboden door de openbare omroep VRT - in programma's als Sportweekend en Studio 1, later Extra Time - en op VTM in de periode 1994-2005 en 2011-2017. In Wallonië zendt de RTBF sinds de jaren 1960 onafgebroken de samenvattingen uit voor de Franstalige kijkers.
De liverechten voor het Belgisch voetbal waren van midden de jaren 90 tot 2005 in handen van Canal+. In 2005 was het echter Belgacom dat het meeste geld op tafel legde. Voor het eerst in de geschiedenis waren de rechtstreekse verslagen daarmee niet in handen van een betaalzender, maar van een distributeur. Het telecombedrijf lanceerde prompt 11 op Belgacom TV. Zes jaar later verloor Belgacom het grootste deel van de rechten aan concurrent Telenet (in Vlaanderen) en VOO in Wallonië en waren de drie belangrijkste wedstrijden van een speeldag - vrijdag om 20.30 uur of zaterdag om 18 uur plus zondag om 18 en 20.30 uur - enkel te zien op Play Sports en VOO Foot. Belgacom TV zond wel de resterende vijf wedstrijden uit, die allemaal zaterdag om 20 uur gespeeld worden.
Vanaf het seizoen 2014-2015 werden voor (minstens) drie seizoenen de liverechten toegekend op niet-exclusieve basis: hierdoor zijn alle wedstrijden te volgen op zowel Proximus TV (Proximus 11), Play Sports (Telenet) als VOOFoot.  
Vanaf seizoen 2020/21 zijn de rechten voor vijf seizoenen in handen van Eleven. Vanaf dit seizoen kunnen voetballiefhebbers rechtstreeks een abonnement afnemen in de Eleven app, of kunnen ze blijven kijken via quasi alle grote operatoren in België: Telenet, Orange, Proximus, TV Vlaanderen & VOO. De samenvattingen in Vlaanderen blijven in handen van Play4 (Sports Late Night).  
In Nederland zendt de betaalzender Ziggo de topwedstrijden op zondag live uit. Alle live wedstrijden worden daarnaast uitgezonden op het streaming platform MyCujoo in Frankrijk, Zwitserland, het Verenigd Koninkrijk , Italië, Spanje, Zweden, Noorwegen en Denemarken.

## Clubs in het seizoen 2025/26
Volgende zestien clubs nemen deel aan het seizoen 2025/26.
| Stamnummer | Deelnemende club   | Eerste seizoen in Eerste klasse | Seizoenen in Eerste klasse | Ononderbroken in Eerste klasse sinds | Aantal seizoenen ononderbroken in Eerste klasse | Titels | Laatste titel |
| ---------- | ------------------ | ------------------------------- | -------------------------- | ------------------------------------ | ----------------------------------------------- | ------ | ------------- |
| 1          | Royal Antwerp FC   | 1895/96                         | 105                        | 2017/18                              | 9                                               | 5      | 2022/23       |
| 3          | Club Brugge        | 1895/96                         | 104                        | 1959/60                              | 67                                              | 19     | 2023/24       |
| 7          | KAA Gent           | 1913/14                         | 87                         | 1989/90                              | 37                                              | 1      | 2014/15       |
| 10         | Union Sint-Gillis  | 1901/02                         | 63                         | 2021/22                              | 5                                               | 12     | 2024/25       |
| 12         | Cercle Brugge      | 1899/00                         | 87                         | 2018/19                              | 8                                               | 3      | 1929/30       |
| 16         | Standard Luik      | 1909/10                         | 107                        | 1921/22                              | 102                                             | 10     | 2008/09       |
| 18         | OH Leuven          | 2011/12                         | 10                         | 2020/21                              | 6                                               | 0      | -             |
| 22         | Sporting Charleroi | 1947/48                         | 61                         | 2012/13                              | 14                                              | 0      | -             |
| 25         | KV Mechelen        | 1921/22                         | 75                         | 2019/20                              | 7                                               | 4      | 1988/89       |
| 35         | RSC Anderlecht     | 1921/22                         | 95                         | 1935/36                              | 87                                              | 34     | 2016/17       |
| 94         | RAAL La Louvière   | 2025/26                         | 1                          | 2025/26                              | 1                                               | 0      | -             |
| 322        | KRC Genk           | 1988/89                         | 35                         | 1996/97                              | 30                                              | 4      | 2018/19       |
| 373        | Sint-Truidense VV  | 1957/58                         | 49                         | 2015/16                              | 11                                              | 0      | -             |
| 2024       | KVC Westerlo       | 1997/98                         | 22                         | 2022/23                              | 4                                               | 0      | -             |
| 3900       | FCV Dender EH      | 2007/08                         | 4                          | 2024/25                              | 2                                               | 0      | -             |
| 5381       | SV Zulte Waregem   | 2005/06                         | 19                         | 2025/26                              | 1                                               | 0      | -             |